# ATP Challenger Marrakesch
Das ATP Challenger Marrakesch (offizieller Name: Morocco Tennis Tour Marrakesch) war ein Tennisturnier in Marrakesch, Marokko, das von 2007 bis 2012 jährlich stattfand. Es war Teil der ATP Challenger Tour sowie der Morocco Tennis Tour und wurde im Freien auf Sandplatz ausgetragen. Martin Kližan ist mit einem Titel je im Einzel und Doppel Rekordsieger des Turniers.

## Liste der Sieger

### Einzel
| Jahr | Sieger            | Finalgegner          | Ergebnis       |
| ---- | ----------------- | -------------------- | -------------- |
| 2012 | Martin Kližan     | Adrian Ungur         | 3:6, 6:3, 6:0  |
| 2011 | Rui Machado       | Maxime Teixeira      | 6:3, 6:77, 6:4 |
| 2010 | Jarkko Nieminen   | Oleksandr Dolhopolow | 6:3, 6:2       |
| 2009 | Marcos Daniel     | Lamine Ouahab        | 4:6, 7:5, 6:2  |
| 2008 | Gaël Monfils      | Jérémy Chardy        | 7:62, 7:66     |
| 2007 | Younes El Aynaoui | Peter Luczak         | 6:2, 6:4       |

### Doppel
| Jahr | Sieger                                 | Finalgegner                            | Ergebnis          |
| ---- | -------------------------------------- | -------------------------------------- | ----------------- |
| 2012 | Martin Kližan Daniel Muñoz de la Nava  | Íñigo Cervantes Federico Delbonis      | 6:3, 1:6, [12:10] |
| 2011 | Peter Luczak Alessandro Motti          | Jamie Cerretani Adil Shamasdin         | 7:65, 7:63        |
| 2010 | Ilija Bozoljac Horia Tecău             | Jamie Cerretani Adil Shamasdin         | 6:1, 6:1          |
| 2009 | Rubén Ramírez Hidalgo Santiago Ventura | Alberto Martín Daniel Muñoz de la Nava | 6:3, 7:65         |
| 2008 | Frederico Gil Florin Mergea            | James Auckland Jamie Delgado           | 6:2, 6:3          |
| 2007 | Tomáš Cibulec Jordan Kerr              | Leoš Friedl Michal Mertiňák            | 6:2, 6:4          |